# Efraín Morote Best
Efraín Morote Best (Ayacucho, 8 de julio de 1921 - ibidem, 7 de abril de 1989) fue un antropólogo, escritor y estudioso del folclore peruano. Reconocido como uno de los precursores de la antropología peruana.

## Biografía
Nació en la ciudad de Huamanga (Ayacucho). Siendo adulto, se trasladó al Cusco para estudiar en la Universidad de San Antonio Abad de dicha ciudad, donde obtuvo los grados académicos de bachiller en Humanidades y de doctor en Historia. Luego estudió Derecho en las Universidades Nacionales de Arequipa y Trujillo.
Fue director de la revista Tradición, catedrático de folclore de la Universidad del Cuzco, Presidente de la Sociedad Peruana de Folklore, coordinador de las Escuelas Bilingües del Ministerio de Educación Pública, Rector de la Universidad Nacional de San Cristóbal de Huamanga, Personero del Consejo Inter Universitario y luego Delegado del CONUP para la reorganización de la Universidad Nacional del Centro del Perú en Huancayo.
Realizó una extensa labor de investigación folclórica y de rescate de tradiciones populares en todo el país y pbulicó un gran registro de publicaciones y trabajos de recolección y análisis.

## Controversias
Morote, quien era marxista, fue quien contrató como profesor de la Universidad Nacional de San Cristóbal de Huamanga a Abimael Guzmán, y después le nombraría jefe del Departamento de Recursos humanos. De este modo, Guzmán se encargó de despedir a antiguos profesores para colocar a nuevos profesores con ideas marxistas, seleccionados por él mismo. En esta ciudad de Huamanga es donde Guzmán daría origen a la organización terrorista marxista-leninista-maoísta Sendero Luminoso. El hijo de Morote, Osmán Morote, fue uno de los miembros de la cúpula de Sendero Luminoso, y fue condenado el 11 de septiembre de 2018 a cadena perpetua, junto a Guzmán y otros líderes senderistas, por el atentado terrorista de la calle Tarata, en Miraflores, Lima.

## Publicaciones
Entre sus obras publicadas, se pueden mencionar las siguientes:
- Rimas infantiles (1949)
- Elementos de folklore (1950)
- Guía para la recolección de material folklórico (1952)
- El tema del viaje al cielo (estudio de un cuento popular) (1958)
- Aldeas sumergidas
- Pueblo y Universidad (1990)